# 高鳳蓮
高　鳳蓮（こう　ほうれん、Gao Fenglian、 1964年10月15日 - ）は、中国の内モンゴル自治区出身の女子柔道家。現役時代は72キロ超級の選手だった。

## 人物
女子柔道黎明期の重量級を代表する選手であり、188cm、125キロの巨体を活かした払い巻き込みや外巻き込みからの寝技を得意にしていた。また、福岡国際には大会が始まった1983年から毎年のように参加していた。1987年の世界選手権無差別では、5連覇を狙うベルギーのイングリッド・ベルグマンスを破り、72キロ超級との2階級制覇を達成した。しかし翌年のオリンピックではオランダのアンヘリク・セリーゼに敗れ2位に終わるが、その後世界選手権では72キロ超級で3連覇を達成した。
現役を引退後、202cmの元バスケットボール選手と結婚した。

## 主な戦績
(階級表記のない大会は全て72kg超級での成績)
- 1983年 - 福岡国際　3位
- 1984年 - 世界選手権　72kg超級　2位　無差別　3位
- 1984年 - 福岡国際　2位
- 1985年 - アジア選手権 72kg超級　優勝　無差別　優勝
- 1985年 - 環太平洋柔道選手権大会 72kg超級　優勝　無差別　3位
- 1985年 - 福岡国際　3位
- 1986年 - 世界選手権　優勝
- 1986年 - 福岡国際　72kg超級　優勝　無差別　2位
- 1987年 - 世界選手権　72kg超級　優勝　無差別　優勝
- 1987年 - 福岡国際　優勝
- 1988年 - アジア選手権　無差別　優勝
- 1988年 - ソウルオリンピック　2位
- 1988年 - 福岡国際　72kg超級　優勝　無差別　2位
- 1989年 - 世界選手権　優勝
- 1989年 - 福岡国際　2位